# Communauté de communes du Pays d'Auge dozuléen
La communauté de communes du Pays d'Auge dozuléen (Copadoz) est une ancienne communauté de communes française, située dans le département du Calvados.

## Historique
La communauté de communes est créée le 13 décembre 2002. Le 1er janvier 2016, les communes d'Annebault, Bourgeauville, Branville et Danestal quittent la communauté de communes pour adhérer à la communauté de communes Blangy Pont-l'Évêque Intercom. Le 1er janvier 2017, elle fusionne avec les communautés de communes Campagne et Baie de l'Orne et de l'Estuaire de la Dives pour former la communauté de communes Normandie-Cabourg-Pays d'Auge,.

## Composition
Elle était composée des quinze communes suivantes, toutes du canton de Cabourg (de l'ancien canton de Dozulé) :
1. Angerville
2. Basseneville
3. Brucourt
4. Cresseveuille
5. Cricqueville-en-Auge
6. Douville-en-Auge
7. Dozulé
8. Goustranville
9. Grangues
10. Heuland
11. Périers-en-Auge
12. Putot-en-Auge
13. Saint-Jouin
14. Saint-Léger-Dubosq
15. Saint-Vaast-en-Auge

## Compétences
- Aménagement de l'espace
  - Schéma de cohérence territoriale (SCOT) (à titre obligatoire)
  - Schéma de secteur (à titre obligatoire)
- Autres - Préfiguration et fonctionnement des pays (à titre facultatif)
- Développement et aménagement économique
  - Création, aménagement, entretien et gestion de zone d'activités industrielle, commerciale, tertiaire, artisanale ou touristique (à titre obligatoire)
  - Tourisme (à titre obligatoire)
- Développement et aménagement social et culturel
  - Activités culturelles ou socioculturelles (à titre facultatif)
  - Activités périscolaires (à titre facultatif)
  - Activités sportives (à titre facultatif)
  - Établissements scolaires (à titre optionnel)
  - Transport scolaire (à titre facultatif)
- Environnement
  - Collecte et traitement des déchets des ménages et déchets assimilés (à titre optionnel)
  - Protection et mise en valeur de l'environnement (à titre optionnel)
- Logement et habitat
  - Politique du logement social (à titre optionnel)
  - Programme local de l'habitat (à titre optionnel)

## Administration
| Période        | Période        | Identité              | Étiquette | Qualité                                             |
| -------------- | -------------- | --------------------- | --------- | --------------------------------------------------- |
| décembre 2002  | septembre 2005 | Jean-Pierre Caldairou | UMP       | Maire de Dozulé                                     |
| septembre 2005 | avril 2014     | Jacques Mercier       |           | Conseiller puis adjoint au maire de Périers-en-Auge |
| avril 2014     | décembre 2016  | Sophie Gaugain        | LR        | Maire de Dozulé                                     |